# Vuurtoren van Keri
De Vuurtoren van Keri (Ests: Keri tuletorn) is een vuurtoren in de Finse Golf op Keri. Het licht bevindt zich op een hoogte van 31 meter boven zeeniveau, terwijl de vuurtoren zelf 28 meter hoog is.

## Geschiedenis
De huidige vuurtoren werd gebouwd in 1858. Het is een rode metalen cilinder bekroond met de lantaarn en het balkon, die rust op een cilindrische stenen sokkel. Dit licht is computergestuurd, aangedreven door zonnecellen en batterijen.
De originele houten vuurtoren werd gebouwd in 1724. Het werd herbouwd in het begin van de 19e eeuw met een stenen basis met daarop een houten toren.
Van 1907 tot 1912 was het de enige vuurtoren in de wereld die werd aangedreven door aardgas. In 1990 begon de stenen basis in te storten en werden stalen versterkingen geïnstalleerd. In 2007 is er een internetcamera geïnstalleerd, gevolgd door een internetweerstation in 2009.

## Specificaties
Tijdens de uren van duisternis volgt het licht cyclussen met de volgende sequentie: 13 seconden uit, 2 seconden aan. Het licht is te zien op 11 nautische mijlen.

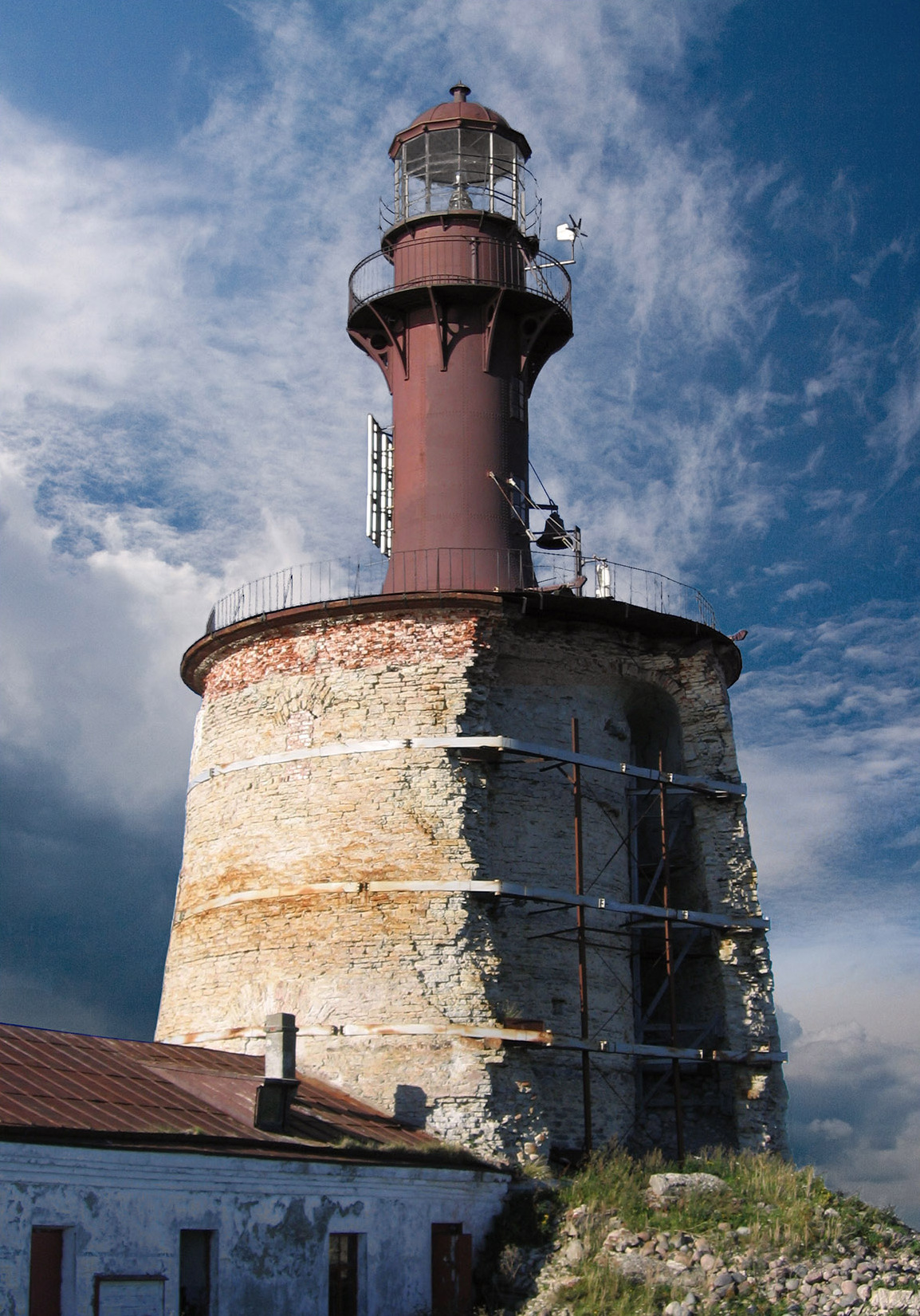
Vuurtoren van Keri in 2005
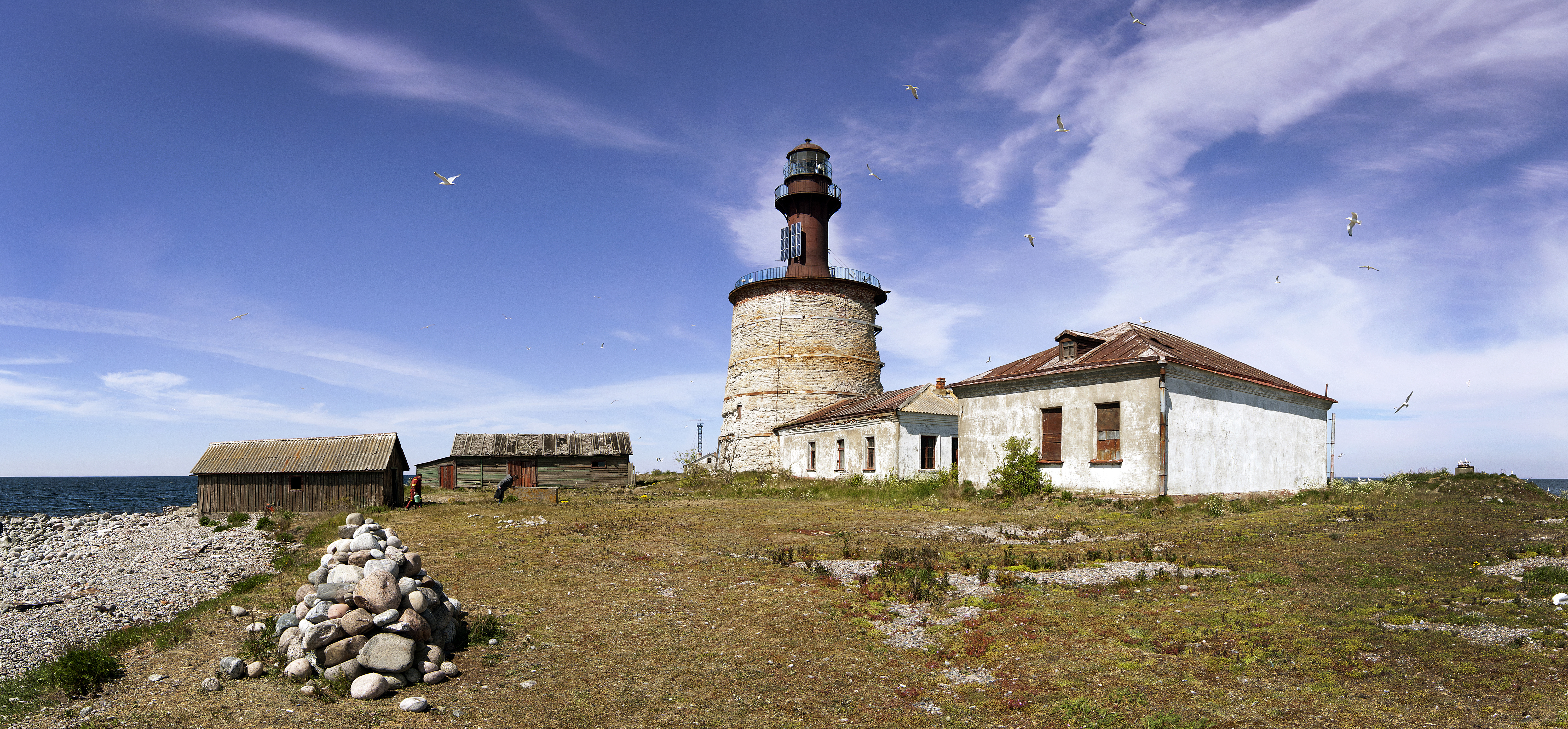
KVuurtoren van Keri en omliggende gebouwen in 2008
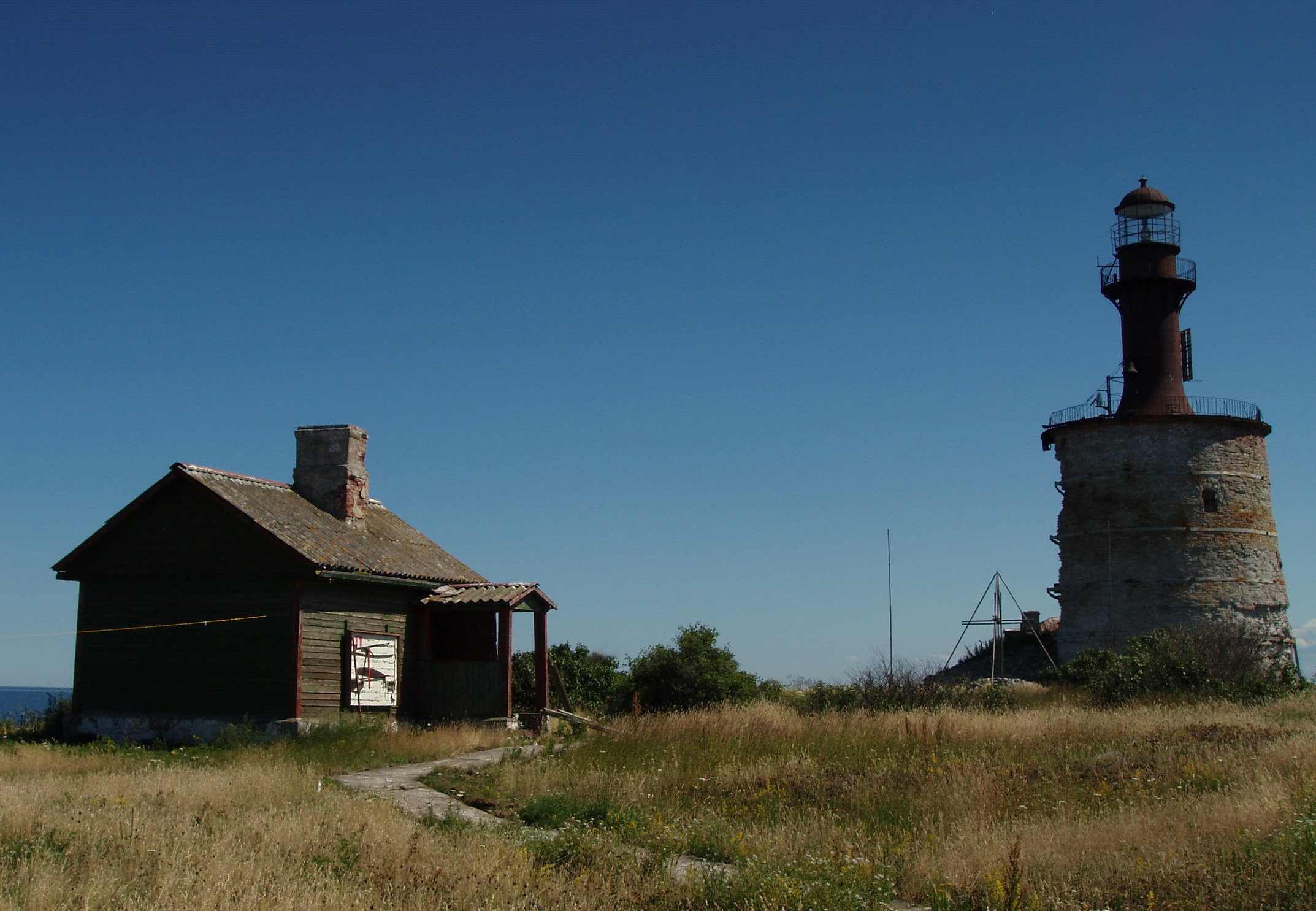
Sauna, herdenkingsmonument van het vliegtuigongeluk Kaleva en de vuurtoren
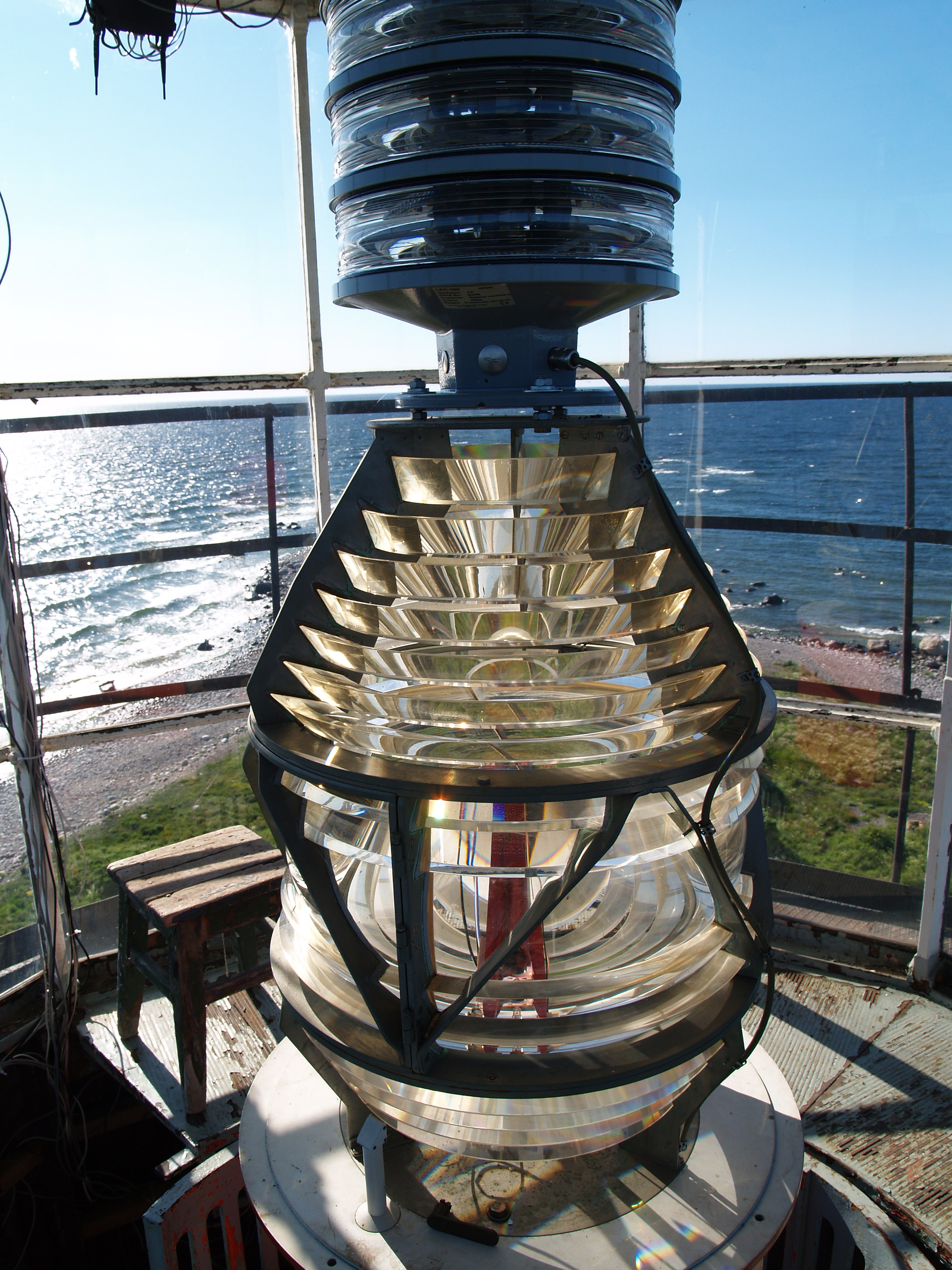